# 高埔镇
高埔镇是中华人民共和国广东省揭阳市普宁市下辖的一个乡镇级行政单位。，位于南阳山区，辖区总面积105平方公里，户籍人口65384人（2008年），下辖1个社区和16个行政村。

## 行政区划
赤岗镇下辖以下地区：
高营社区、福田村、葵坑村、新圩村、梅星村、龙窟村、高埔村、坪上村、社径村、山下村、下营村、头寮村、南营村、大星村、月塘村、高车村和罗心田村。